# Organo della chiesa di San Maurizio a Hollern

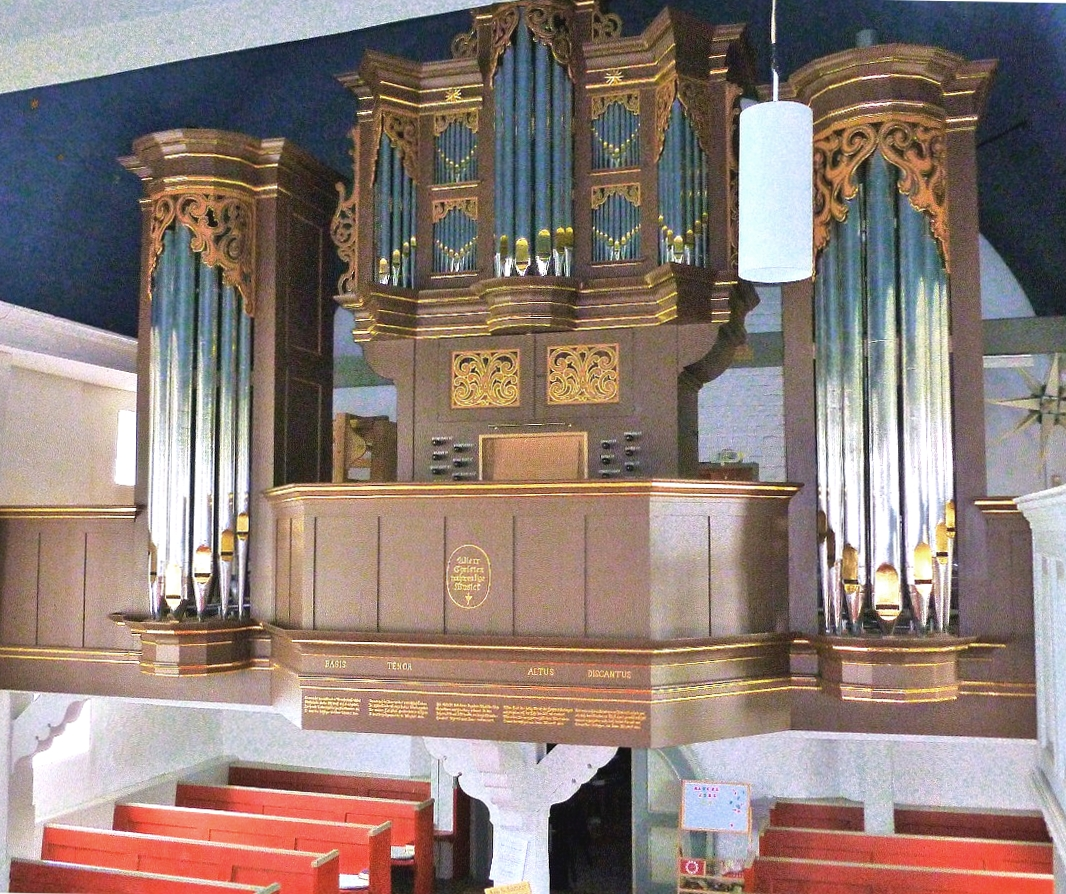
L'organo della chiesa di San Maurizio ad Hollern.

Con organo della chiesa di San Maurizio ci si riferisce a un organo monumentale costruito a Hollern, in Germania.

## Storia
Un primo organo nella chiesa di San Maurizio venne realizzato nel 1575 da Dirck Hoyer, allievo  di Hans Scherer il Vecchio. Alla fine del XVII secolo, però, lo strumento iniziò a necessitare di sempre più continue riparazioni, finché i superiori della chiesa non decisero di far realizzare un organo nuovo, affidando, nel 1688, l'incarico al celebre organaro Arp Schnitger. Il nuovo strumento, portato a termine nel 1690, era dotato di due manuali, pedaliera e 24 registri. La disposizione fonica era la seguente:
| Primo manuale - Hauptwerk |     |  |
| Principal                 | 8'  |  |
| Rohrflöte                 | 8'  |  |
| Octave                    | 4'  |  |
| Nasat                     | 3'  |  |
| Octave                    | 2′  |  |
| Waldflöte                 | 2'  |  |
| Mixtur                    | IV  |  |
| Cimbel                    | III |  |
| Trommet                   | 8'  |  |
| Schalmey                  | 4'  |  |

| Secondo manuale - Brustwerk |        |  |
| Gedackt                     | 8'     |  |
| Blockflote                  | 4'     |  |
| Octave                      | 2'     |  |
| Quintflöte                  | 1' 1/2 |  |
| Sesquialtera                | II     |  |
| Scharff                     | IV     |  |
| Krummhorn                   | 8'     |  |

| Pedal     |     |
| Principal | 16' |
| Gedackt   | 8'  |
| Octave    | 4'  |
| Mixtur    | IV  |
| Posaune   | 16' |
| Trommet   | 8'  |
| Cornet    | 2'  |

| Accessori   |
| Cymbelstern |
| Vogelsang   |
| Tremulant   |

Nel 1734 Didrich Christoph Gloger eseguì un lavoro di restauro, occupandosi, negli anni successivi, della regolare manutenzione dello strumento. Georg Wilhelm Wilhelmy, nel 1802, eseguì un nuovo restauro, seguito da altri interventi effettuati da suo figlio Georg Wilhelm fra il 1817 e il 1827.
Philipp Furtwängler, nel 1885, rimosse il brustwerk e montò un hinterwerk. Inoltre, Furtwängler abbassò le due torri di basseria e sostituì diversi registri. La nuova disposizione fonica era la seguente:
| Primo manuale - Hauptwerk |     |   |
| Bourdon                   | 16' | F |
| Principal                 | 8'  | S |
| Rohrflöte                 | 8'  | S |
| Octave                    | 4'  | S |
| Nassat                    | 3'  | S |
| Octave                    | 2'  | S |
| Waldflöte                 | 2'  | S |
| Sesquialtera              | II  | S |
| Scharff                   | IV  | S |
| Trompete                  | 8'  | S |

| Secondo manuale - Hinterwerk |        |     |
| Geigenprincipal              | 8'     | F   |
| Lieblich Gedact              | 8'     | F   |
| Salicional                   | 8'     | F   |
| Spitzflöte                   | 8'     | F   |
| Gedact                       | 4'     | F   |
| Octav                        | 4'     | F   |
| Gemshorn                     | 4'     | F   |
| Quinte                       | 2' 2/3 | F   |
| Octav                        | 2'     | S ? |
| Mixtur                       | IV-VI  | S   |

| Pedal         |     |   |
| Principal     | 16' | S |
| Principalbass | 8'  | F |
| Gedact        | 8'  | F |
| Octav         | 4'  | S |
| Bourdon       | 4'  | F |
| Posaune       | 16' | S |
| Trompete      | 8'  | S |

| Accessori       |
| Cymbelstern     |
| Kalkanten Glock |

S = Arp Schnitger (1688-1690).
F = Philipp Furtwängler (1858).
Nel 1901 l'organo venne spostato di alcuni metri più indietro e le due torri di basseria si ritrovarono coperte da un parapetto. Nel 1959 la chiesa decise di far restaurare lo strumento, affidando i lavori a Emanuel Kemper, il quale ricostruì la tribuna originaria, rendendo nuovamente visibili le torri di basseria, e sostituì alcuni registri. La disposizione fonica dopo gli interventi di Kemper era la seguente:
| Primo manuale - Hauptwerk |     |   |
| Principal                 | 8'  | S |
| Rohrflöte                 | 8'  | S |
| Octave                    | 4'  | S |
| Nassat                    | 3'  | S |
| Octave                    | 2'  | S |
| Waldflöte                 | 2'  | S |
| Mixtur                    | IV  | K |
| Cimbel                    | III | K |
| Trompete                  | 8'  | S |
| Vox humana                | 8'  | K |

| Secondo manuale - Brustwerk |        |     |
| Gedackt                     | 8'     | K   |
| Blockflöte                  | 4'     | K   |
| Octave                      | 2'     | K   |
| Quintflöte                  | 1' 1/3 | K   |
| Sesquialtera                | II     | S/K |
| Scharff                     | IV     | S/K |
| Krummhorn                   | 8'     | K   |
| Tremulant                   |        | K   |

| Pedal     |     |     |
| Principal | 8'  | S/K |
| Subbass   | 16' | K   |
| Octave    | 4'  | S   |
| Mixtur    | III | K   |
| Posaune   | 16' | S   |
| Trompete  | 8'  | S   |
| Cornet    | 2'  | K   |

| Accessori   |
| Cymbelstern |
| Vogelsang   |

S = Arp Schnitger (1688-1690).
K = Emanuel Kemper (1965-1966).
Il lavoro di Kemper, tuttavia, si rivelò insoddisfacente. Nel 2010 la chiesa commissionò un nuovo restauro a Hendrik Ahrend, il quale intervenne filologicamente sullo strumento e terminò i lavori nel 2011. Ahrend restaurò le torri di basseria, la catenacciatura e i somieri, riportando l'organo alle sue condizioni originarie del 1690. Inoltre, sostituì la consolle installata da Kemper.

## Caratteristiche tecniche
Attualmente l'organo è a trasmissione interamente meccanica, l'aria è fornita da quattro mantici a cuneo, la pressione del vento è di 73 mm in colonna d'acqua, il corista del La corrisponde a 466 Hz e il temperamento è il mesotonico a un quarto di comma. La disposizione fonica è la seguente:
| Primo manuale - Hauptwerk |     |   |
| Principal                 | 8'  | S |
| Rohr Floit                | 8'  | S |
| Octav                     | 4'  | S |
| Nashat                    | 3'  | S |
| Octav                     | 2'  | S |
| Wald Floit                | 2'  | S |
| Mixtur                    | IV  | A |
| Cimbel                    | III | A |
| Trommet                   | 8'  | S |
| Schalmey                  | 4'  | A |

| Secondo manuale - Brustwerk |        |     |
| Gedackt                     | 8'     | A   |
| Block Floit                 | 4'     | A   |
| Octav                       | 2'     | A   |
| Quint Floit                 | 1' 1/2 | A   |
| Sexquialtera                | II     | S/A |
| Scharff                     | IV     | S/A |
| Krumphorn                   | 8'     | A   |

| Pedal     |     |     |
| Principal | 16' | S/A |
| Gedact    | 8'  | A   |
| Octav     | 4'  | S   |
| Mixtur    | IV  | A   |
| Posaun    | 16' | S   |
| Trommet   | 8'  | S   |
| Cornet    | 2'  | A   |

| Accessori   |
| Cymbelstern |
| Vogelsang   |
| Tremulant   |

## Galleria d'immagini

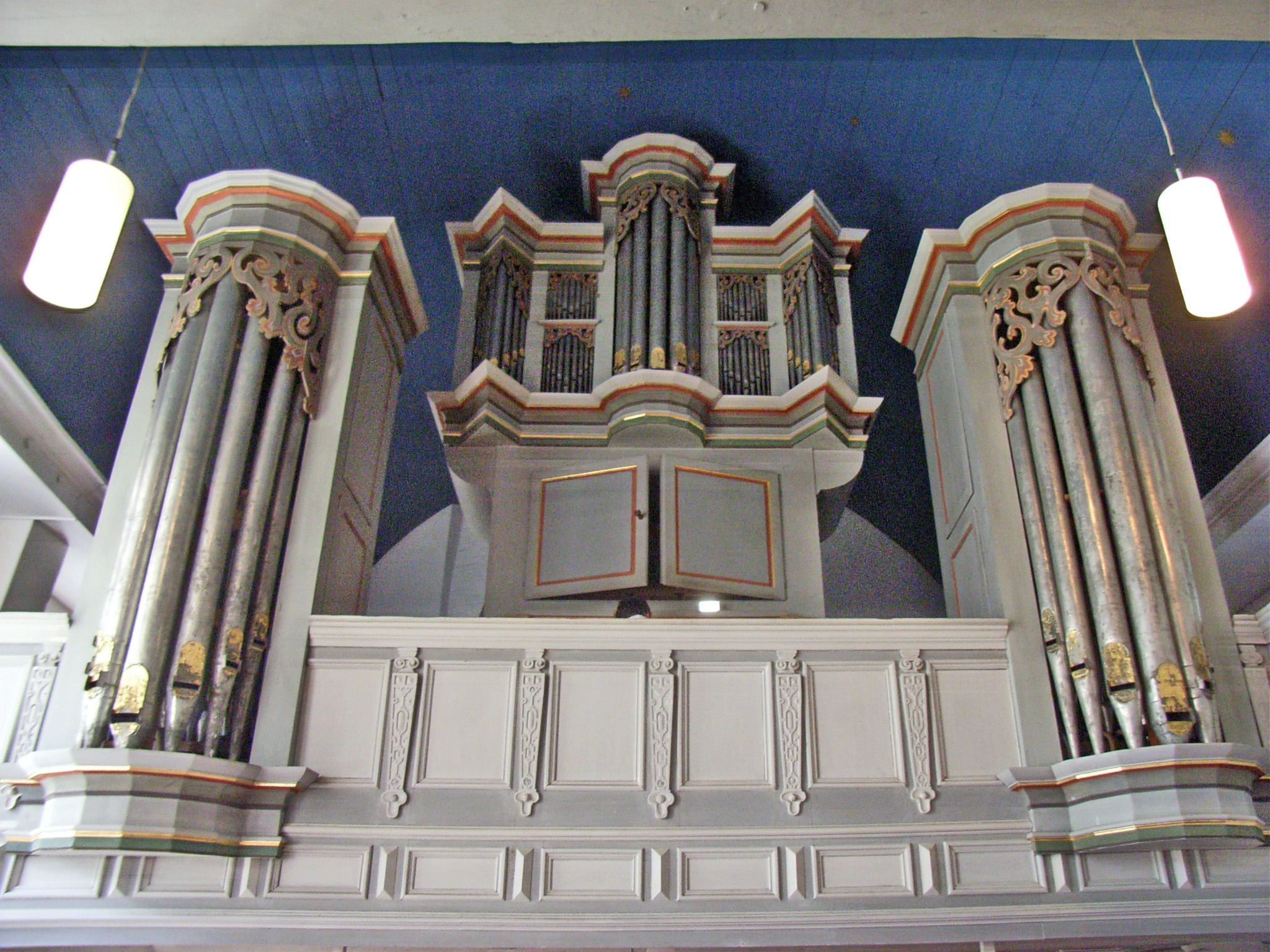
La cassa dopo il restauro di Kemper.
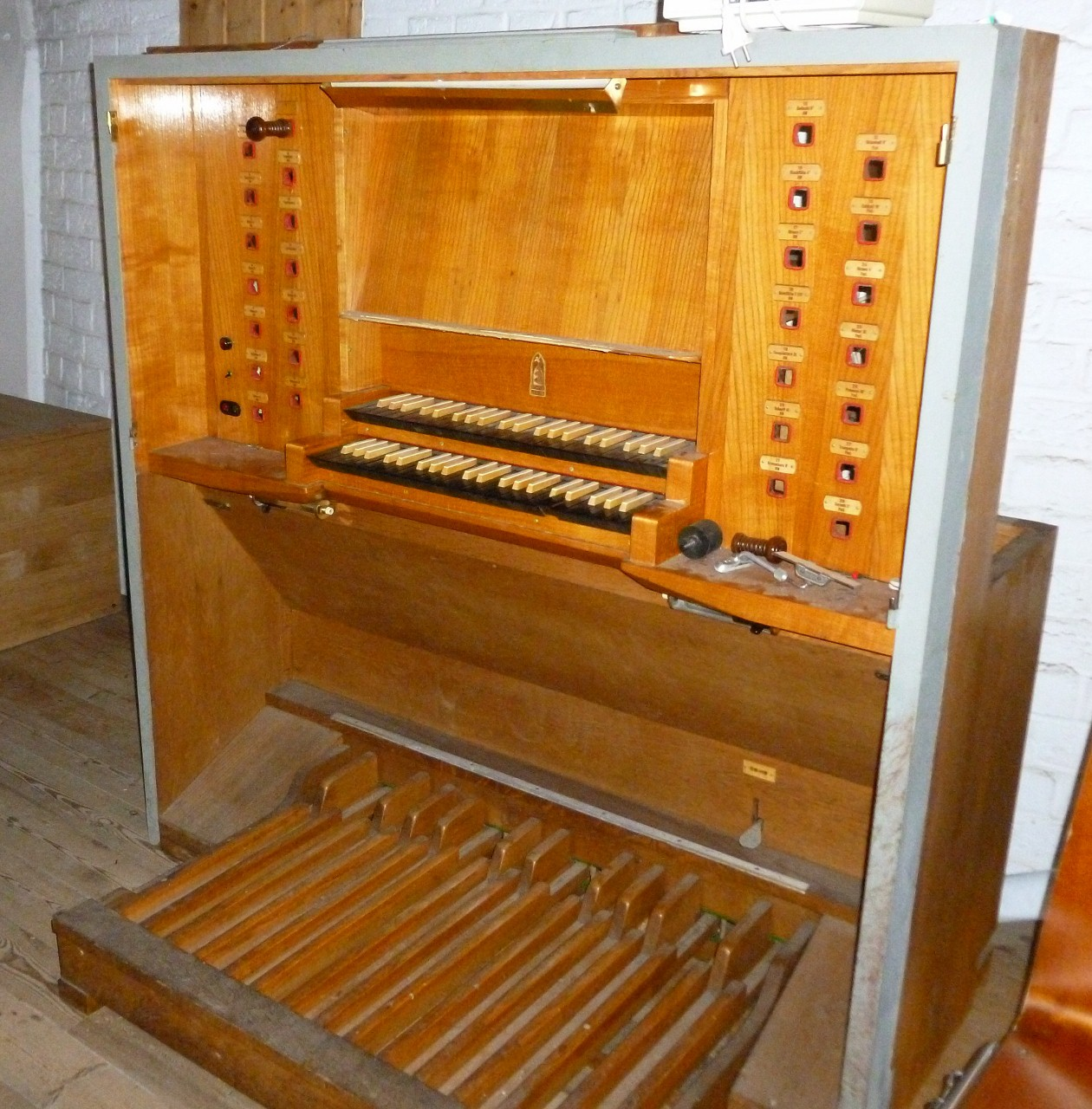
La consolle di Kemper.
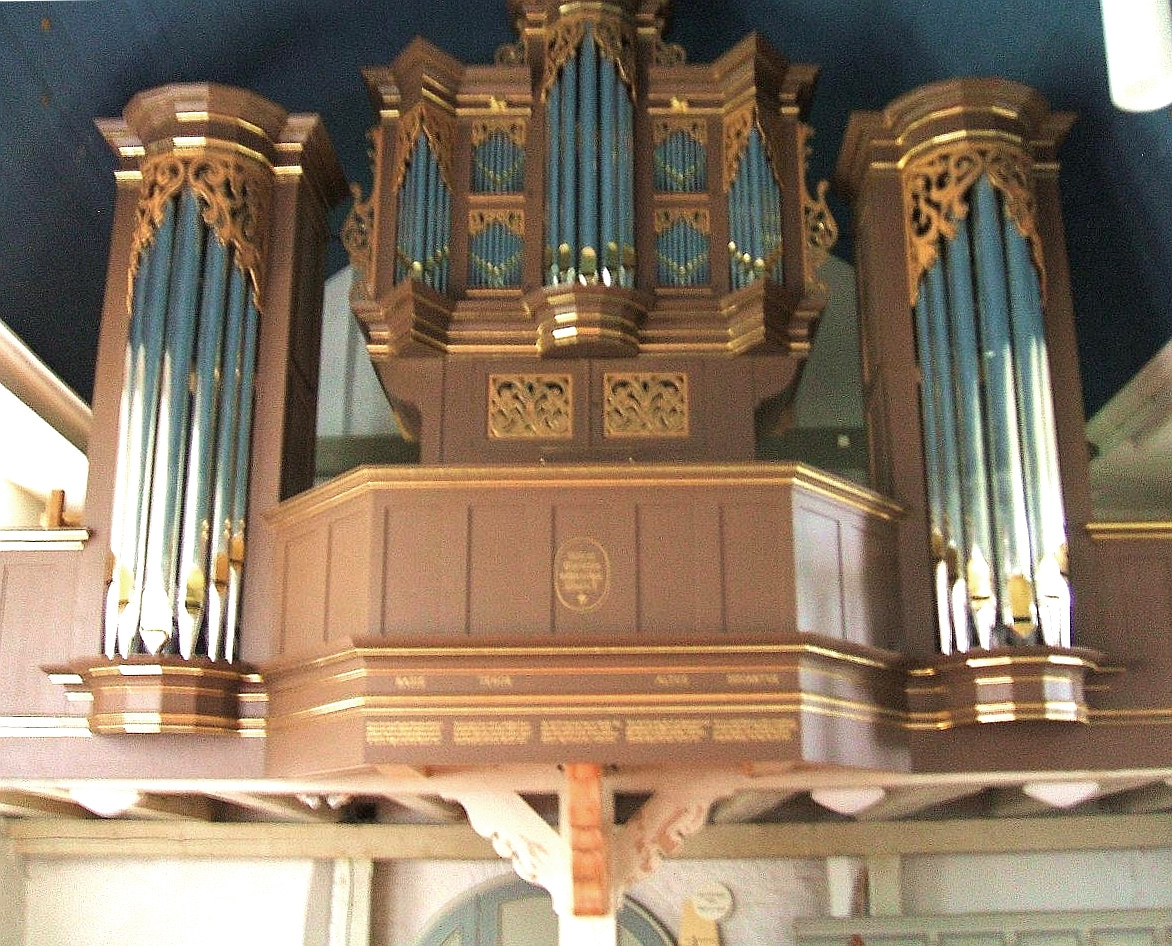
La cassa dopo il restauro di Ahrend.
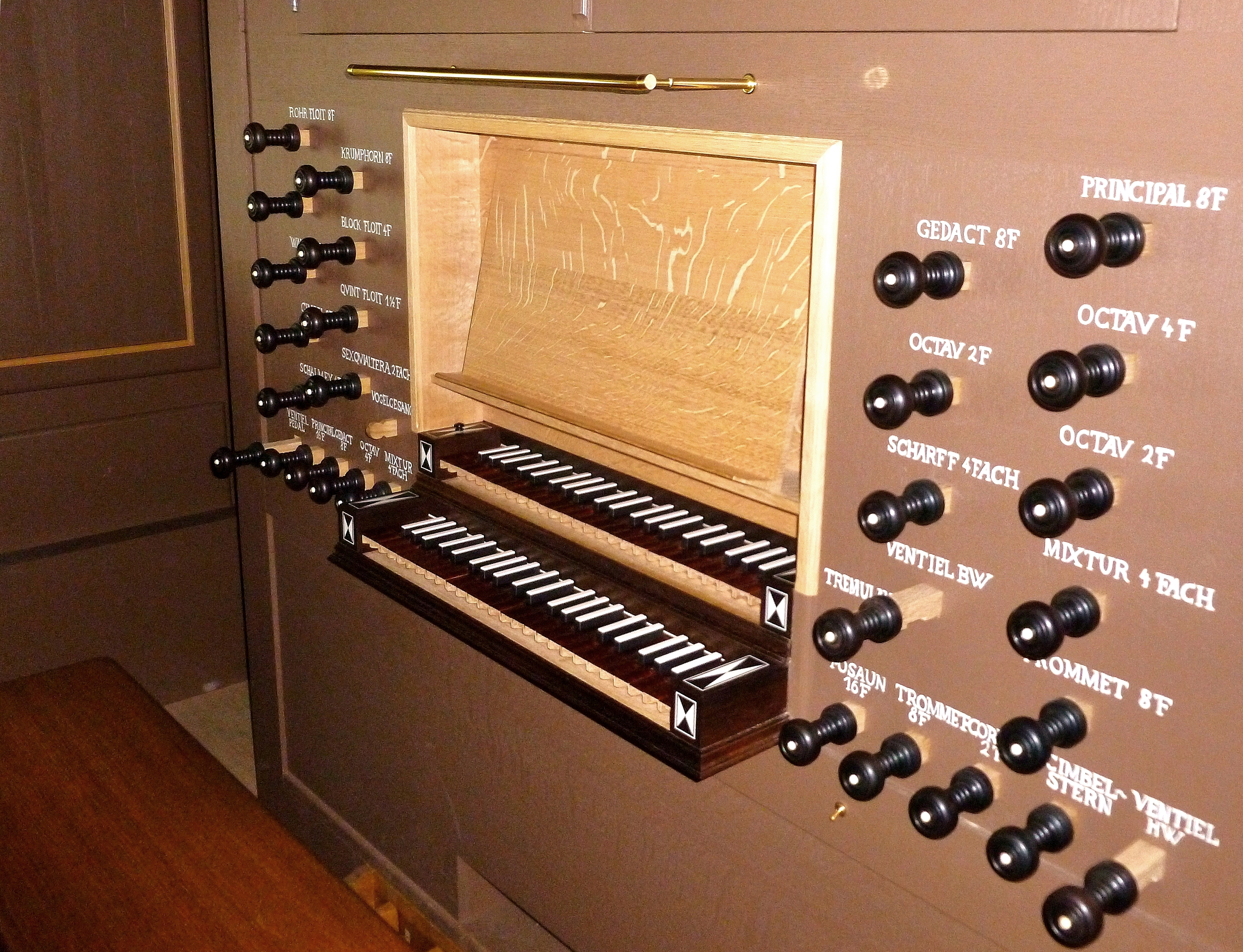
La nuova consolle di Ahrend.